# Premi Nobel de Literatura

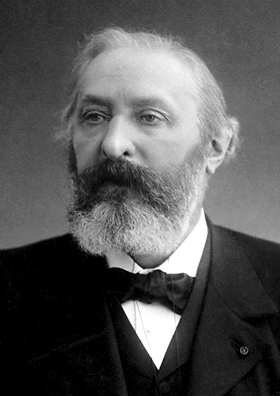
Sully Prudhomme, guanyador del primer Premi Nobel de Literatura

El Premi Nobel de Literatura és un dels Premis Nobel que s'atorguen anualment, en paraules d'Alfred Nobel, a «aquell que hagi produït en el camp de la literatura l'obra més destacada i ideal». El guanyador és decidit per l'Acadèmia Sueca, i el premi s'entrega des del 1901 a Estocolm (Suècia). Al llarg de la història dos autors han refusat el premi: Borís Pasternak l'any 1958 i Jean-Paul Sartre el 1964.